# シュミーヒェン
シュミーヒェン (ドイツ語: Schmiechen) はドイツ連邦共和国バイエルン州シュヴァーベン行政管区のアイヒャッハ＝フリートベルク郡に属す町村（以下、本項では便宜上「町」と記述する）で、メーリング行政共同体を形成する自治体の一つである。

## 地理
シュミーヒェンはメーリングの南約6kmのウンターベルゲンとハインリヒスホーフェンとの間に位置する。この町には中心部から約1km東にアンマースゼー鉄道の駅がある。駅舎は1961年に建造されたものである。
この町に属すウンターベルゲン地区はメーリングとプリットリヒングとを結ぶ街道沿いにシュミーヒェンから2.5kmほど北西にある。
ウンターベルゲン地区はレヒ川が流れる氷河谷辺縁部の山の麓に位置する。この地理条件からこの名が付けられた（ウンターベルゲン = 山の麓）。レヒ川の第22番堰が約1kmほど西にある。レヒ川とウンターベルゲンの間にはハーゲンバッハ川が流れている。

### 自治体の構成
この町は、公式には4つの地区 (Ort) からなる。このうち小集落や孤立農場などを除く集落を以下に列記する。
- シュミーヒェン
- ウンターベルゲン

## 歴史
シュミーヒェンは1800年以前はフッガー＝キルヒベルク伯のホーフマルクであった。バイエルンの行政改革に伴う1818年の市町村令によって現在の自治体としてのシュミーヒェンが成立した。荘園と領主裁判権は1848年革命以降廃止された。

## 行政

### 町議会
この町の議会は第1町長と12人の議員で構成される。

## 文化と見所
- マリア巡礼教会礼拝堂

## 引用
1. ↑  https://www.statistikdaten.bayern.de/genesis/online?operation=result&code=12411-003r&leerzeilen=false&language=de Genesis-Online-Datenbank des Bayerischen Landesamtes für Statistik Tabelle 12411-003r Fortschreibung des Bevölkerungsstandes: Gemeinden, Stichtag (Einwohnerzahlen auf Grundlage des Zensus 2011)
2. ↑  Bayerische Landesbibliothek Online